# Boulon (Fluss)
Der Boulon ist ein Fluss in Frankreich, der im Département Loir-et-Cher in der Region Centre-Val de Loire verläuft. Er entspringt im westlichen Gemeindegebiet von Chauvigny-du-Perche, entwässert generell Richtung Südwest entlang der Bahnstrecke LGV Atlantique und mündet nach rund 24 Kilometern im Gemeindegebiet von Mazangé als rechter Nebenfluss in den Loir.

## Orte am Fluss
(Reihenfolge in Fließrichtung)
- La Moinetière, Gemeinde Chauvigny-du-Perche
- La Roncinière, Gemeinde Romilly
- La Vauvrille, Gemeinde La Ville-aux-Clercs
- Danzé
- Azé
- La Fosse Courtin, Gemeinde Mazangé
- La Bonaventure, Gemeinde Mazangé

## Hydrologie
In Trockenperioden versickert der Fluss auf einer Länge von etwa fünf Kilometern im karstigen Untergrund. Die Versickerungsstelle befindet sich südlich von Danzé, im Ortsgebiet von Azé tritt das Wasser wieder ans Tageslicht.

## Sehenswürdigkeiten
- Manoir de la Bonne-Aventure, Schloss mit Teilen aus dem 15. Jahrhundert am Flussufer bei Mazangé – Monument historique[5]